# Ballancourt-sur-Essonne
Ballancourt-sur-Essonne is een gemeente in het Franse departement Essonne (regio Île-de-France) en telt 6869 inwoners (2004). De plaats maakt deel uit van het arrondissement Évry.

## Geografie
De oppervlakte van Ballancourt-sur-Essonne bedraagt 11,3 km², de bevolkingsdichtheid is 607,9 inwoners per km².
De onderstaande kaart toont de ligging van Ballancourt-sur-Essonne met de belangrijkste infrastructuur en aangrenzende gemeenten.

## Demografie
Onderstaande figuur toont het verloop van het inwonertal (bron: INSEE-tellingen).